# Свети Георги (раннохристиянска църква в Никити)
Вижте пояснителната страница за други значения на Свети Георги.
„Свети Георги“ (на гръцки: Αγίου Γεωργίου) е раннохристиянска църква, чиито останки са на 2 километра североизточно от село Никити на полуостров Ситония, Гърция.

## Описание
Църквата датира от средата V век. В архитектурно отношение е трикорабна базилика с размери 12,5 m X 14 m и тристранен нартекс. Запазена е на височина 2 m. Трите кораба във вътрешността са разделени от три двойки мраморни колони и църквата е имала фино издълбан мраморн иконостас. Около нея има останки от антично селище. В храма са запазени надписи, мраморни мозайки, стенописи и архитектурни елементи. Около храма е открит некропол с две големи, зидани сводести гробници. В 1979 година е разкрита и римска баня, която може би е използвана за баптистерий.
Върху средния кораб е изградена късносредновековната църква „Свети Георги“. Важен надпис от античния храм е вграден в нея като сполия.
В 1981 година църквата е обявена за паметник на културата.